# Cousin (rivière)
Pour les articles homonymes, voir Cousin.
Le Cousin est une rivière française de Bourgogne-Franche-Comté, affluent de la Cure, et donc sous-affluent de l'Yonne et aussi de la Seine.

## Toponymie
Le nom du Cousin vient d'une racine hydronymique préceltique *cus-/cos- que l'on retrouve aussi dans Cusance (Doubs) et quelques autres noms de rivières français.

## Géographie
D'une longueur de 66,7 km, le bassin versant du Cousin est principalement situé dans le département de l'Yonne en région Bourgogne-Franche-Comté, une partie se trouvant en Côte-d'Or.
Le Cousin prend sa source à cheval sur les départements de la Nièvre et de la Côte d'Or, à 610 m d'altitude, à environ 400 m à l'Est du carrefour de la Chapelle (croisement de la D229 avec la D20).
Il est formé par deux sources proches l'une de l'autre :  d'une part la source de la Serpe située dans les bois de Larchotte dans le nord de la commune d'Alligny-en-Morvan (Nièvre), et d'autre part la Fontaine de la Croix située 200 m plus au nord, dans les bois de Combre sur la commune de Champeau-en-Morvan (Côte d'Or), en limite de commune avec Alligny. 
Ces deux sources se rejoignent après environ 200 mètres pour former le Cousin, en limite des deux communes. 550 mètres après cette jonction, le Cousin alimente l'étang des Hâtes (19,7 ha, partagé entre Alligny et Champeau), puis l'étang Cousin (6,3 ha, sur Champeau en limite de commune), enfin l'étang Larnier (2,7 ha sur Champeau) ; ces trois pièces d'eau se succédant sur un peu moins de 2 km linéaires. 
1,5 km plus loin et 200 m avant le Moulin Morin, le Cousin reçoit en rive gauche son premier affluent, le ruisseau de la Vente lui-même doté de l'étang Morin, belle pièce d'eau de plus de 18 ha. 660 m après cette première confluence se trouve l'étang de Champeau (25 ha, avec Champeau en rive nord) où se jette en rive gauche un petit ru de 650 m de long en provenance d'un étang de 4,8 ha. 220 m après sa sortie de l'étang Champeau, le Cousin reçoit en rive gauche le ruisseau de Préslong. Encore 400 m et c'est, en rive droite, le ruisseau de déversement d'un groupe compact de 5 étangs totalisant environ 2,4 ha. 700 m plus loin se trouve la confluence du ruisseau des Pontas, un petit cours d'eau très ramifié et méandreux. Enfin, presque 1 km plus loin le ruisseau de Chaillou se déverse dans le Cousin, drainant l'eau de 7 étangs dont l'étang Fortier de 22,7 ha, pour un total de plus de 42 ha de plans d'eau. 
Ainsi la seule commune de Champeau-en-Morvan, la seule du cours du Cousin en Côte-d'Or, comprend plus de 120 ha de plans d'eau, sans compter les nombreux étangs plus petits qui ne sont pas indiqués ici (étang Bordot, une partie de l'un des 6 grands lacs du Morvan, le lac de Chamboux, tous deux appartenant au bassin du Ternin, sous-affluent de la Loire) et en sus des cours d'eau eux-mêmes.
De là, il poursuit sa route pendant environ 6 km sur la commune de Saint-Agnan jusqu'à l'étang de la Chevrée, séparé du lac de Saint-Agnan seulement par la D226. C'est à sa sortie de ce lac, un autre des 6 grands lacs du Morvan, qu'il prend le nom de Trinquelin. 600 m en aval du lac de Saint-Agnan, sous le nom de Trinquelin il sert de limite de communes sur 1,5 km entre Quarré-les-Tombes et Saint-Léger-Vauban puis va arroser l'abbaye de la Pierre-qui-Vire sur Saint-Léger-Vauban. Il arrive ensuite à Trinquetin, ayant reçu le Grand Ru et le ruisseau des Moingeots juste en amont de ce village. Il sert de nouveau de limite de communes entre Quarré-les-Tombes et Saint-Léger-Vauban, arrosant le Moulin Colas, l'ancien Moulin de Chauvichart et le Moulin Simonneau ; puis  entre Quarré-les-Tombes et Beauvilliers (sur 1 km) ou il rencontre le Moulin Fourneau. Il fait ensuite la limite de communes entre Saint-Brancher et Beauvilliers sur environ 1 km également, avant d'alimenter le Moulin de Sully sur Saint-Brancher. 
500 m avant sa sortie du territoire de Saint-Brancher il reçoit le Creusant en rive droite. Il a reçu 11 affluents mineurs entre le ruisseau des Moingeots et le Creusant, et en reçoit encore un autre en rive gauche alors qu'il passe sur Cussy-les-Forges, avant la confluence de la Romanée en rive droite. 
C'est à sa jonction avec la Romanée, 13 kilomètres en aval du lac de Saint-Agnan, qu'il reprend le nom de Cousin.
Il passe à 1 km au sud de Cussy et sert ensuite de limite de communes entre Quarré-les-Tombes et Magny puis arrose le Moulin Cadoux sur Magny.
Il rejoint la limite de communes, qu'il va marquer sur 1,3 km, entre Magny et Avallon, à la confluence du ru de l'Étang Tobie en rive gauche. 
Il passe en bordure sud d'Avallon, passe sur Pontaubert dont il arrose le bourg, arrive sur Vault-de-Lugny où il reçoit le ru d'Island avant d'arroser la ville, et reçoit le ruisseau de Bouchin en rive droite avant de quitter le territoire de Vault pour celui de Givry. C'est sur la commune de Givry qu'il se jette dans la Cure.

### Communes traversées
Hormis les trois premières communes citées ici, à partir de Quarré-les-Tombes tout le reste de son cours s'écoule dans l'Yonne :
Alligny-en-Morvan (Nièvre), Champeau-en-Morvan (Côte-d'Or), Saint-Agnan (Nièvre), Quarré-les-Tombes, Saint-Léger-Vauban, Beauvilliers, Saint-Brancher, Cussy-les-Forges, Magny, Avallon, Pontaubert, Vault-de-Lugny, Givry.

## Affluents
- Le ruisseau de la Vente 3,4 km[3]
- Le ruisseau des Pontas 2,3 km[4]
- Le ruisseau de Chailloux 3,2 km[5]
- Le ru Grand 6,9 km[6]
- Le ruisseau des Moingeots 2,5 km[7]
- Le Creusant (ou Creuzant) 12,3 km[8]
- La Romanée 25,9 km[9]
  - Le Tournesac 18,7 km[10]
  - Le Vernidard 11,5 km[11]
  - Le ru de la Prée ou ru de Villeneuve 7,5 km[12]
- Le ru des Chiens 2,5 km[13]
- Le ru de la Liel 5,1 km[14]
- Le ru de l'Étang Tobie 8,8 km[15]
- Le ruisseau de Montmain 8,2 km[16]
- Le ruisseau des Minimes 4,6 km[17]
- Le ruisseau du Potot 3,0 km[18]
- Le ruisseau d'Aillon 7,6 km[19]
- Le ruisseau de Grenouille 2,4 km[20]
- Le ru d'Island 8,9 km[21]
  - Le ru de Proinge 3,6 km[22]
- Le ruisseau de Bouchin 8,9 km[23]
- Le ru Vernier 4,3 km[24]
- Le ruisseau de Girolles 3,8 km[25]

## Hydrologie

### À Avallon
Son débit a été observé sur une période de 26 ans (1994-2020), à Avallon, ville du département de l'Yonne, située à peu de distance de son confluent avec la Cure, qui se trouve à Givry.
Le module du Cousin est de 3,9 m3/s et correspond à un bassin versant de 345 km2, soit 95% des 366 km2 de ce bassin.
La rivière présente d'assez importantes fluctuations saisonnières de débit, avec des crues d'hiver portant le débit mensuel moyen entre 3,9 m3 et 8,3 m3, de décembre à avril inclus (maximum en février), et des basses eaux d'été, se déroulant sur une période assez longue, allant de juin à octobre, avec une baisse du débit moyen mensuel jusqu'au niveau de 0,6 m3/s au mois d'août. Ainsi le Cousin apparaît plus irrégulier que sa rivière-mère, la Cure.

Le Cousin à Avallon dans le sens du courant
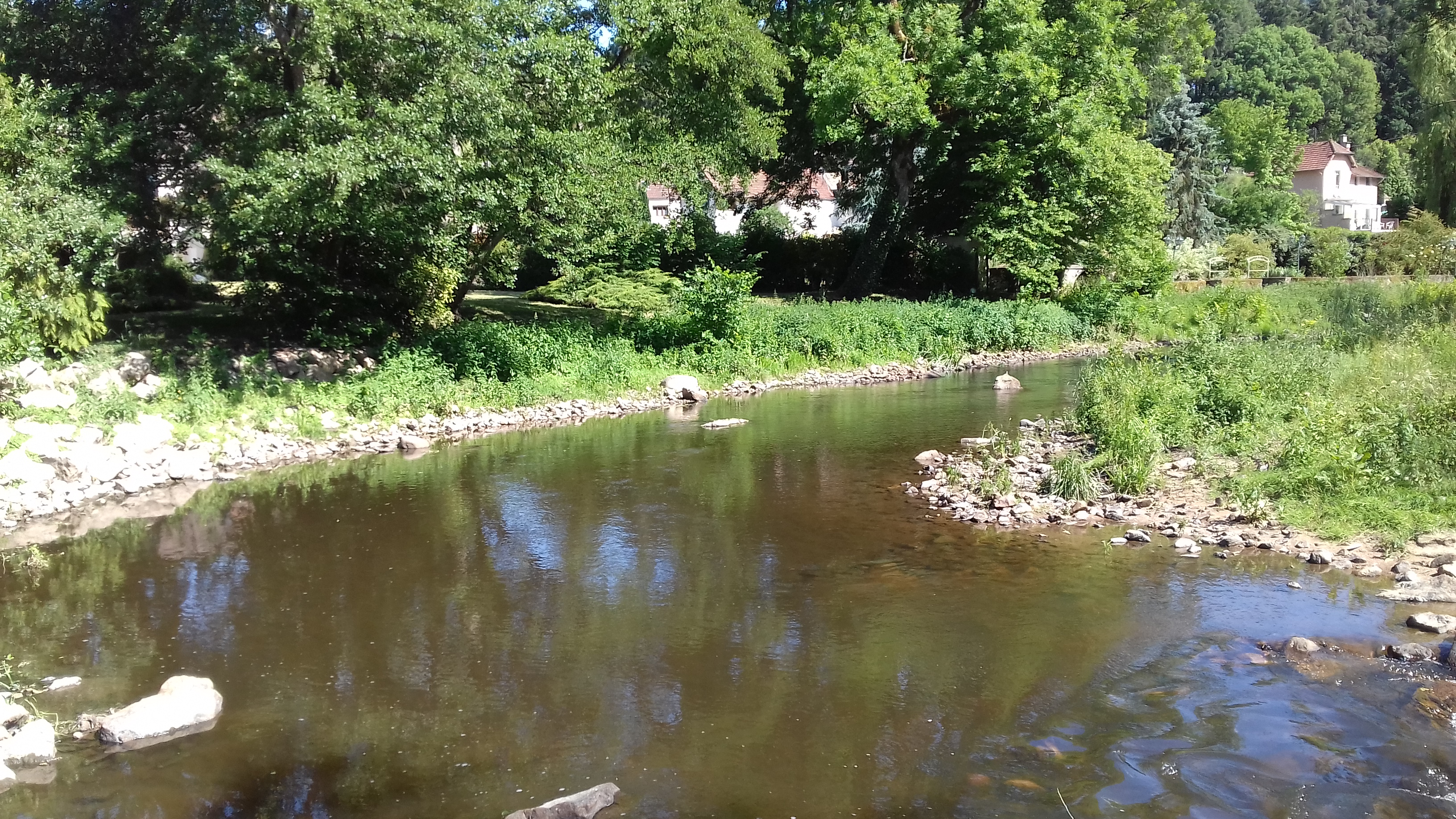
Miroir d'eau en amont de l'échancrure.
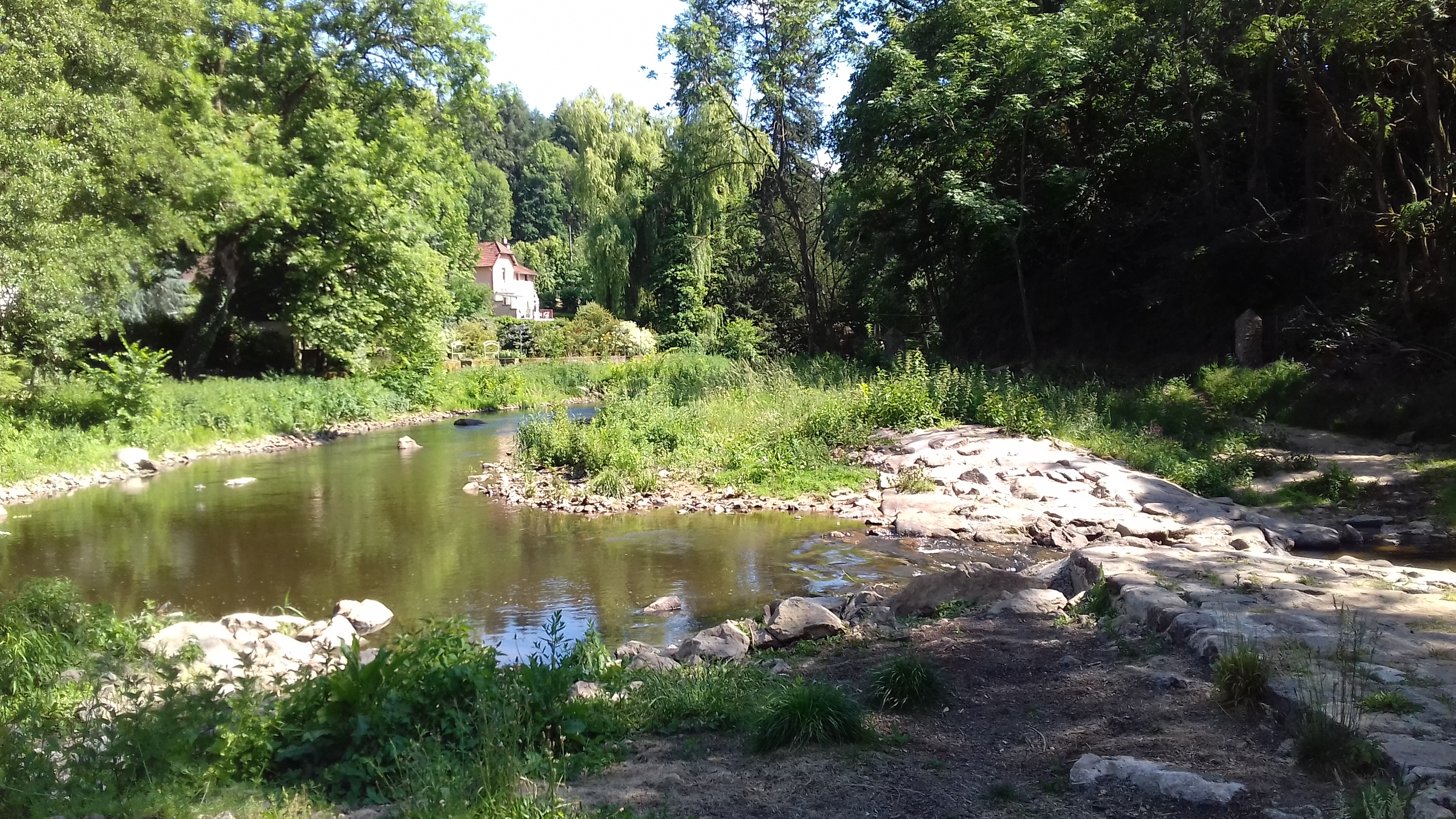
Seuil d'un ancien moulin.
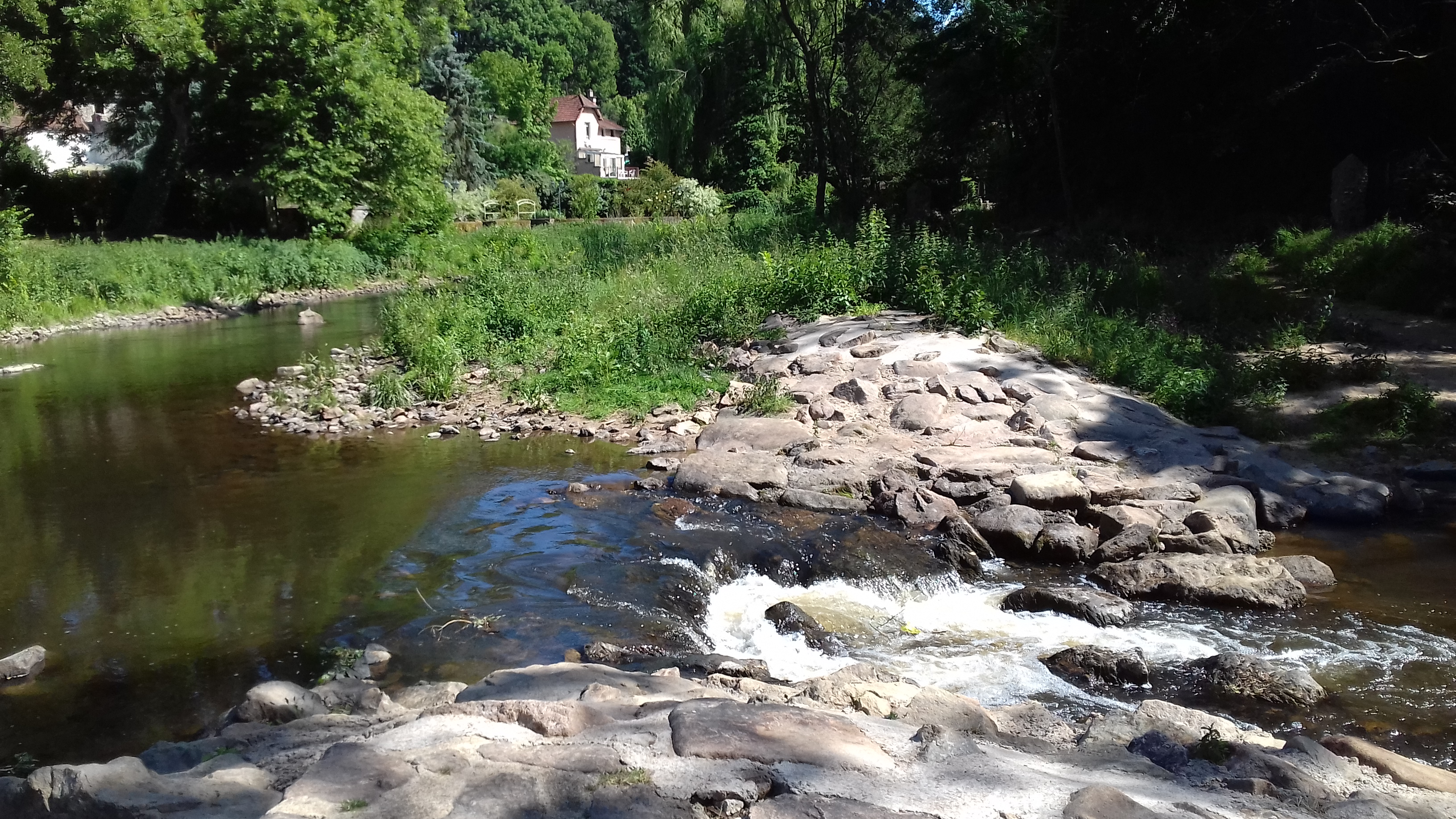
Échancrure dans le seuil.
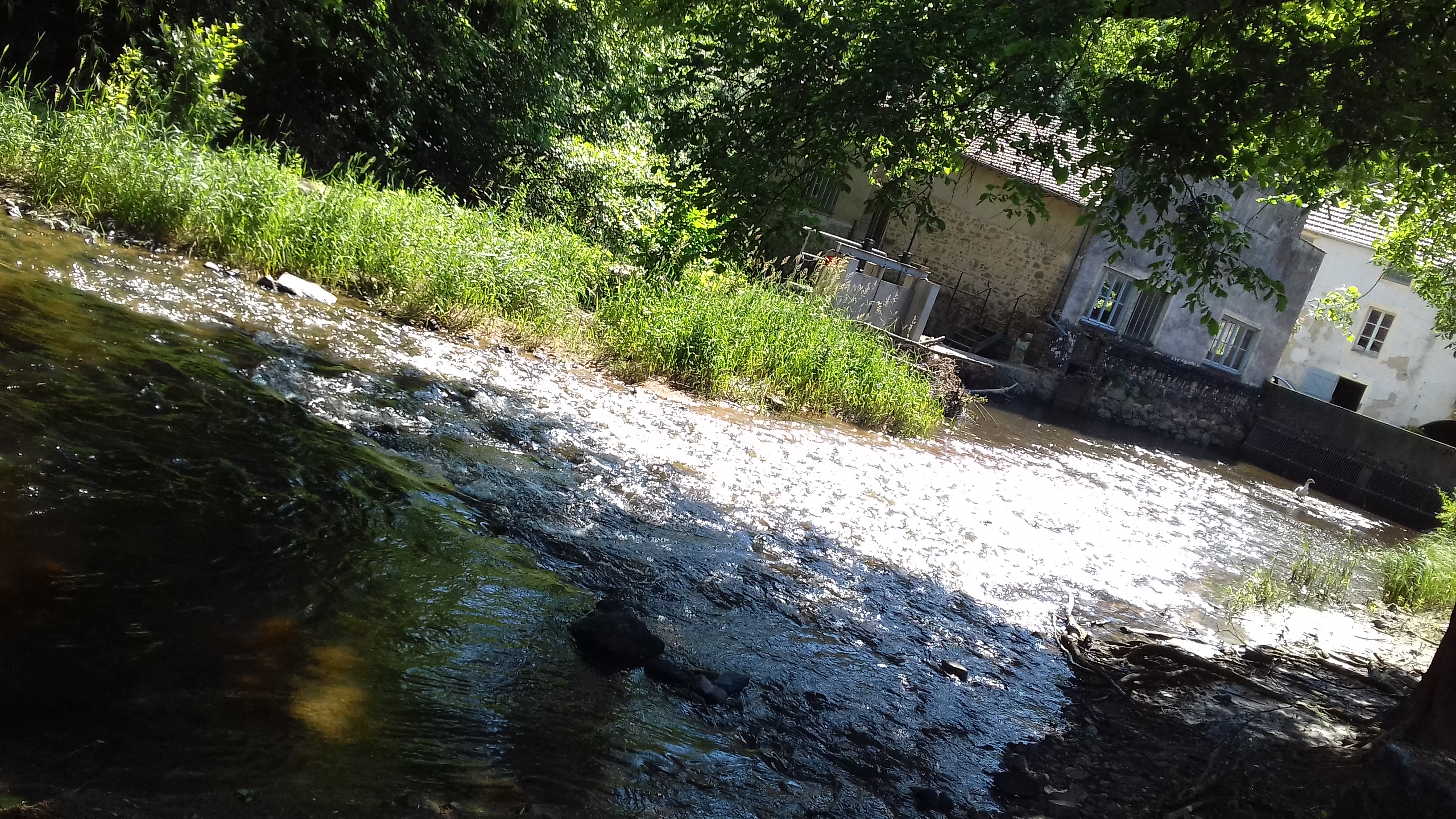
Moulin Brenot et passe à poissons rustique.
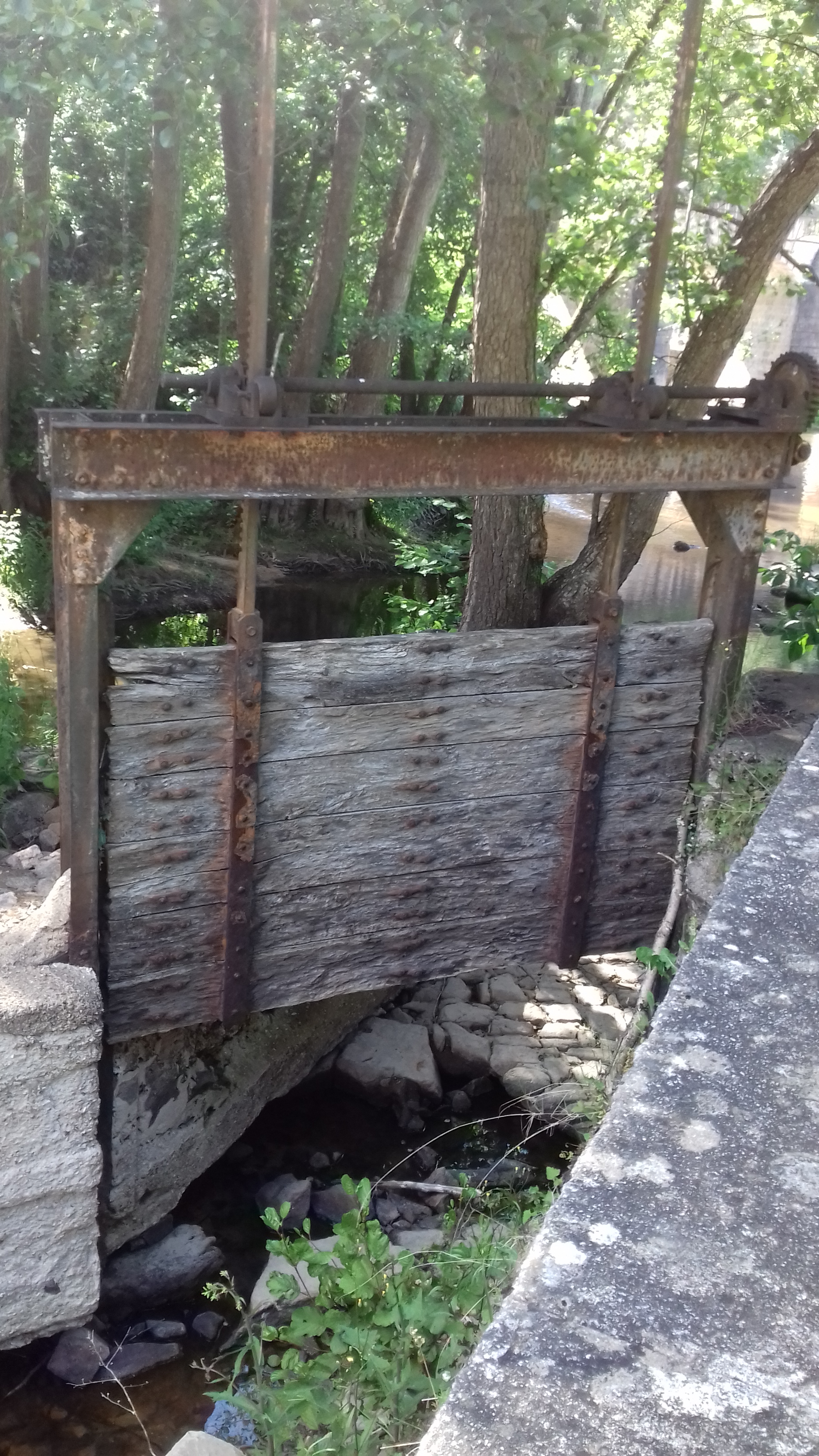
Déversoir.
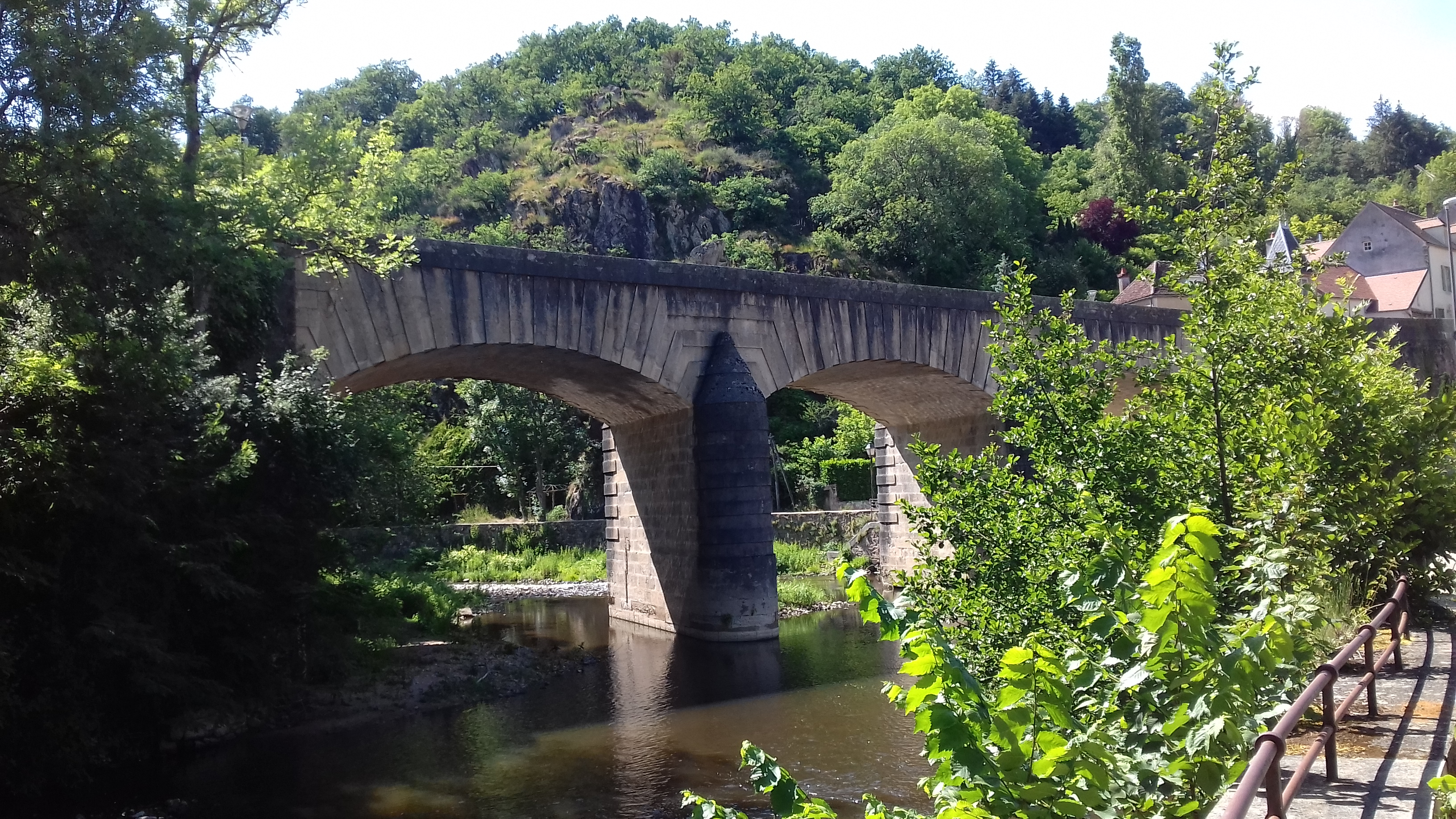
Pont dans le quartier de Cousin le Pont à Avallon.

### Étiage ou basses eaux
Aux étiages, le VCN3 peut chuter jusque 0,089 m3/s en cas de quinquennale sèche, soit à peine 89 litres par seconde, ce qui est assez sévère. Mais ce fait est fréquent parmi les cours d'eau du bassin de l'Yonne.

### Crues
D'autre part les crues peuvent être fort importantes, compte tenu de la taille du bassin versant. Les QIX 2 et QIX 5 valent respectivement 53 et 71 m3/s. Le QIX 10 est de 82 m3/s, le QIX 20 de 93 m3/s, tandis que le QIX 50 n'a pas été calculé faute d'une durée d'observation suffisante.
Le débit instantané maximal enregistré à Avallon a été de 90,9 m3/s le 14 mars 2001, tandis que la valeur journalière maximale était de 65,7 m3/s le même jour. En comparant la première de ces valeurs à l'échelle des QIX de la rivière, il apparaît que cette crue était d'ordre vicennal, et donc destinée à se répéter tous les 18-20 ans en moyenne

### Lame d'eau et débit spécifique
La lame d'eau écoulée dans le bassin du Cousin est de 339 millimètres annuellement (429 pour l'ensemble du bassin de la Cure), ce qui est assez élevé dans le cadre du bassin versant de la Seine (plus ou moins 240 millimètres) et un peu supérieur à la moyenne d'ensemble de la France (320 millimètres). Le débit spécifique (Qsp) atteint 10,7 litres par seconde et par kilomètre carré de bassin (contre 13,6 pour la Cure).